# مسیب بن نجبه
مسیب بن نجبه از جمله یاران حسن بن علی بوده که با صلح مخالف بوده و به همراه سلیمان بن صرد نزد حسن بن علی رفتند و گفتند: «تعجب ما از تو برطرف نمی‌شود که چرا با معاویه بیعت کردی. در صورتی که چهل هزار مرد جنگی از اهل کوفه با تو بودند، سوای اهل بصره و حجاز!»
حسن بن علی به مسیب فرمود: «چنین شد اکنون چه نظر داری؟» عرض کرد: «والله اری ان ترجع لانه نقض العهد! به خداسوگند نظر من این است که به جنگ او بازگردی، زیرا که او پیمان‌شکنی کرده است»

امام دوم شیعیان فرمود: 
«به راستی که خیری در پیمان‌شکنی و فریبکاری نیست و اگر دنیا را می‌خواستم چنین می‌کردم؟»